# De Eretribune
De eretribune door sponsorredenen Vriendenloterij Eretribune is een praatprogramma op de zaterdagavond over actuele voetbalgebeurtenissen dat op ESPN wordt uitgezonden.
In het programma staat de wedstrijd van 19.45 uur centraal. Het programma wordt gepresenteerd door Jan Joost van Gangelen en Aletha Leidelmeijer en er zijn twee vaste analytici, een voetbalpersoonlijkheid en een gast die niet uit de voetbalwereld komt. Op 8 mei 2016 was er een speciale uitzending van De Eretribune in verband met de ontknoping in de eredivisie. Van januari 2016 tot juni 2017 was de Guus Bok Liveband de vaste huisband van het programma. Daarna is Glenn Helder en Gilton Franklin de vaste huisband van het programma. Vanaf het seizoen 2020/21 wordt het programma uitgezonden in blokken van 18.00-20.00 uur en ±21.50-23.15 uur. In het programma staat sindsdien de wedstrijd centraal van 20.00 uur. Bij sommige speelronden staan er twee wedstrijden centraal, namelijk van 18.45 en 21.00 uur. In dat geval zijn er alleen twee vaste analytici aanwezig en wordt het programma uitgezonden in blokken van 18.00-18.45 uur, ±20.35-21.00 uur en ±22.50-23.15 uur.
In speelronde 33 en 34 zijn er jaarlijks speciale edities van De Eretribune waarin alle wedstrijden van deze speelronden centraal staan. Het programma is voornamelijk op zondag te zien in blokken van 12.30-14.30 uur en 16.30-17.30 uur. Tijdens de wedstrijden wordt er een schakelprogramma uitgezonden waarin er wordt geschakeld tussen de negen wedstrijden. De losse wedstrijden van Ajax, Feyenoord en PSV worden uitgezonden op ESPN 2, 3 en 4 en de overige zes wedstrijden zijn via de online kanalen te bekijken.
Ook vindt er in dit programma regelmatig lotingen plaats voor de KNVB Beker.
Dit is het enige studioprogramma van ESPN waarbij publiek aanwezig mag zijn.

## Deelnemers
Presentatoren
- Jan Joost van Gangelen (2015-heden)
- Hélène Hendriks (2015-2018)
- Aletha Leidelmeijer (2018-heden)
- Wouter Bouwman (2025, invaller)

Analytici
- Mario Been (2015-heden)
- Kenneth Pérez (2015-heden)
- Arnold Bruggink (2015-2023)
- Jan van Halst (2015-2016)
- Ronald de Boer (2015-2021)
- Hugo Borst (2017-heden)
- Hedwiges Maduro (2018-2023)
- Kees Kwakman (2018-heden)
- Marco van Basten (2019-2020)
- Marciano Vink (2022-heden)